# Слонёнок Бабар
«Бабар» (англ. Babar) — канадско-французский мультфильм 1989 года по произведениям Лорана де Брюноффа. После выхода фильма на телеэкраны также вышел одноимённый мультсериал.

## Сюжет
Пожилой слон Бабар рассказывает своим двум детям историю первых нескольких дней своего правления в качестве короля слонов.